# Katarzyna Madrowska
Katarzyna Madrowska (27 marzo 1995) è una lottatrice polacca, specializzata nella lotta libera.

## Palmarès
- Europei

Varsavia 2021: bronzo nei 62 kg.